# Abdul Hamid Karami
Abdul Hamid Karami o Karame (àrab: عبد الحميد كرامي, ʿAbd al-Ḥamīd Karāmī) (23 d'octubre de 1893 – 1950) va ser un home d'estat i líder religiós libanès que va mostrar inclinacions nacionalistes àrabs; fou primer ministre del Líban el 1945.

## Antecedents i carrera
Karami era descendent d'una de les més importants famílies musulmanes sunnites del Líban. Els membres de la seva família tradicionalment tenien la posició del mufti de Trípoli del Líban. Abdul Hamid Karami es va convertir en mufti de Trípoli, però va ser destituït per les autoritats franceses, ja que fou un dels principals opositors a la separació entre el Líban i Síria. El 1923 va presidir la delegació sunnita que va anar a demanar la unitat al alt comissionat general Weygand. El 1928 fou president d'un grup anomenat Abna al-Sahel (Habitants del Litoral) amb base a Damasc que incloïa representants de Trípoli de Síria, Akkar, Beirut, Sidó, Tir, Jabal Amer, Baalbek i la Bekaa. Quatre famílies notables de Síria (al-Jisr, Muqaddam, al-Ahdab i al-Bissar) eren favorables a acceptar la situació, però els Karami mantenien la seva fidelitat a una Síria unida. Un primer incident greu es va produir en les processons sufites quan els que desfilaven van cantar lemes favorables a Karami i foren amonestats per barrejar política i religió; en revenja els participants a la desfilada van envair el cafè Mariette que era de la família Muqaddam; a la mateixa vesprada es va produir el segon incident greu quan Abdul Hamid va disparar contra Abdul-Majid al-Muqqadam, i fou detingut, sent finalment absolt. Riyad al-Sulh va negociar finalment un arranjament entre el cap dels Muqaddam (Rashid al-Muqaddam) i Abul Hamid Karami a la tardor del 1935. El 1943 Karami fou elegit diputat per Trípoli enfront de Rashid al-Muqaddam; aquest va morir el 1944 i la direcció del clan va passar al seu fill Nafiz al-Muqaddam que va tornar del seu exili en una colònia britànica.
Va participar en el moviment que va fer que el Líban esdevingués un país independent, una fita que es va aconseguir gairebé l'any 1943 (fins al 1946 no es van retirar les darreres tropes franceses i es van fer les últimes transferències).
El 1944, Karami va sobreviure a un intent d'assassinat, que va ser a causa de rivalitats locals a Trípoli. Karami va servir com a primer ministre i ministre de finances del Líban per un breu període de 10 de gener de 1945 al 20 d'agost de 1945. Les seva política unionista de la Gran Síria va promoure l'agitació a tota la regió. Els seus fills, Rashid Karami i Omar Karami també foren importants polítics libanesos que va servir com a primer ministres i líders polítics del Líban.

### Polèmica
Al juny de 1935, Karami va matar Abdul Majid Muqaddam, un altre notable autòcton de Trípoli, ja que Muqaddam l'havia colpejat amb un pal i li havia fet caure el seu turbant. No obstant això, Karami fou exculpat a causa de la seva reclamació d'auto-defensa en ser atacat amb un pal i un ganivet. L'advocat de Karami fou el futur president libanès Bishar al-Khoury.

## La mort
Karami va morir el 1950. Una estàtua seva es troba en un destacat bulevard de Trípoli.